# 尼尔斯·东克尔
尼尔斯·东克尔（德語：Nils Dunkel，1997年2月20日—）生于埃尔福特，是一名德国男子竞技体操运动员。他的父母都是体操教练，他也受父母的影响在四岁时开始练习体操。2022年，他在欧洲男子竞技体操锦标赛上获得鞍马铜牌，这是他的首个国际主要比赛奖牌。东克尔是德国联邦国防军的一员，2021年时军衔为三等兵。